# Thieleherpia thulensis
Thieleherpia thulensis is een Solenogastressoort uit de familie van de Rhipidoherpiidae. De wetenschappelijke naam van de soort is voor het eerst geldig gepubliceerd in 1900 door Thiele.